# Baldwinville (Massachusetts)
Baldwinville é um lugar designado pelo censo localizado no condado de Worcester no estado estadounidense de Massachusetts. No Censo de 2010 tinha uma população de 2.028 habitantes e uma densidade populacional de 295,81 pessoas por km².

## Geografia
Baldwinville encontra-se localizado nas coordenadas 42° 36′ 17″ N, 72° 04′ 44″ O. Segundo a Departamento do Censo dos Estados Unidos, Baldwinville tem uma superfície total de 6.86 km², da qual 6.65 km² correspondem a terra firme e (3.06%) 0.21 km² é água.

## Demografia
Segundo o censo de 2010, tinha 2.028 pessoas residindo em Baldwinville. A densidade populacional era de 295,81 hab./km². Dos 2.028 habitantes, Baldwinville estava composto pelo 97.19% brancos, o 0.79% eram afroamericanos, o 0.1% eram amerindios, o 0.44% eram asiáticos, o 0% eram insulares do Pacífico, o 0.3% eram de outras raças e o 1.18% pertenciam a duas ou mais raças. Do total da população o 2.32% eram hispanos ou latinos de qualquer raça.